# Mûr-de-Bretagne
Mûr-de-Bretagne foi uma antiga comuna francesa na região administrativa da Bretanha, no departamento Côtes-d'Armor. Estendia-se por uma área de 29,7 km². Em 2010 a comuna tinha 2 508 habitantes (densidade: 84,4 hab./km²).
Em 1 de janeiro de 2017, passou a formar parte da nova comuna de Guerlédan.